# Slownjk česko-německý Josefa Jungmanna
Slownjk česko-německý Josefa Jungmanna (současným pravopisem Slovník česko-německý...) je pětidílný lexikon, který Josef Jungmann vydal v letech 1835–1839.

## Předchůdci Jungmannova slovníku z doby národního obrození
V roce 1799 si Josef Dobrovský odpověděl na otázku o vzniku českého slovníku takto:
| „ | „Není-li úplného slovníku ani očekávati?" “Brzo nehrubě. Přejí si ho sice a mnozí v Čechách i mimo Čechy pracují o něm; ale jednak není jmění na vydání jeho, jiný zase nemá síly a pochvilí, aby ho dokončil." | “ |

- Dobrovský se již před Jungmannem pokoušel vytvořit svůj slovník pod názvem Böhmisch-deutsches Wörterbuch; dílo zůstalo nedokončeno, knižně vyšel roku 1802 pouze první díl.
- Ještě před Dobrovským vydal Karel Ignác Thám Deutsch-böhmisches National Lexikon (1788, rozšířené dvoudílné vydání 1799).
- František Jan Tomsa nazval svůj česko–německo–latinský slovník Tomsas Vollständiges Wörterbuch der böhmischen, deutschen und lateinischen Sprache (vyšlo 1791).[2] Josef Jungmann využil toto dílo pro jeho spolehlivost při tvorbě svého slovníku.
- František Faustin Procházka chystal slovník, se kterým mu Jungmann od roku 1808 pomáhal. Procházka ale zemřel roku 1809, slovník zůstal nedokončen
- Další slovník vydal Juraj Palkovič pod názvem Böhmisch-deutsch-lateinisches Wörterbuch (vydáno v Praze, 1820 a 1821)[3]

Tyto slovníky nevyhovovaly plně tehdejším společenským a vědeckým potřebám.

## Jungmannova práce na Slovníku
Vytvářet český slovník nebyl prvotní Jungmannův úmysl. Již při překladu Miltonova Zraceného ráje (překládal 1804, vyšlo 1811) si ale počal vypisovat pro vlastní potřebu chybějící slova do Tomsova slovníku. Výsledek se ukázal pro další práci nepraktický; Jungmann dospěl k názoru, že je nutno přepisovat sebrané výrazy na jednotlivé kartičky („cedulky“), a také tak pracně činil. Spolu s Jungmannem začali další čeští a slovenští vlastenci shromažďovat výpisky slovní zásoby českého jazyka, nejen ze slovníků, ale i z literatury. Žáci na gymnáziu, kde Jungmann vyučoval, vypisovali na kartičky hesla z prvního dílu Dobrovského slovníku; své výpisky Jungmannovi zasílali další vlastenci. 
O tom, že začne pracovat na slovníku se Jungmann rozhodl v r. 1815, svoje úsilí významně zvýšil od roku 1828.  Slovník byl dokončen v prosinci 1833. Zprávu o ukončení práci ještě stačil sdělit svému synovi Josefu Josefoviči Jungmannovi, která na slovníku spolupracoval a zemřel 24. prosince 1833. Jeho práce tedy od prvních počátků trvala zhruba třicet let.
Mezi nejbližší Jungmannovy spolupracovníky patřili Václav Hanka, Josef Franta Šumavský, Pavel Josef Šafařík, Jakub Budislav Malý, František Doucha či František Ladislav Čelakovský. Pavel Josef Šafařík prohlédl celý pravopis a přečetl jednu korekturu.

## Obsah a forma
Ve frontispisu 1. dílu byla otištěna ocelorytina nedochované portrétní kresby Josefa Jungmanna od Josefa Vojtěcha Hellicha (podle olejomalby Antonína Machka), kterou ryl Jiří Döbler.
V předmluvě, otištěné v úvodu 1. dílu Slovníku, se Jungmann zabýval důvody pro jeho vznik, poděkoval předchůcům a osobám, které vypisováním českých výrazů z literatury napomohly vzniku díla. Ocenil mezi jinými Jana Svatopluka Presla, který přispěl k uvedení přírodovědeckých témat. Dále v předmluvě vysvětlil, jak je obsah jednotlivých hesel uspořádán.
Pět svazků Jungmannova Slovníku obsahuje zhruba 120 000 hesel. Slova jsou řazena abecedně. Za jednotlivými hesly je uveden slovní druh, vysvětlení pojmu v češtině, dále německý, případně latinský ekvivalent, příklady slovních spojení a další informace. Jako příklady slovních spojení uváděl Jungmann i česká přísloví, jiná spojení naznačují jeho patriotismus (např. u hesla BAŽANT uvedl lidové lepšj bažant w mjse, než když létá po dwoře, gestli mu drozda dáš, za bažanta tě požádá a vlastenecké nad českého bažanta nenj ptáka w swětě chutněgšjho).
Německé výrazy jsou tištěny švabachem, ostatní latinkou, čeština je psána tehdejším (původně bratrským) pravopisem (g=j, j=í, w=v, au=ú, ou).
Ve Slovníku se nachází asi 1 000 výrazů ruského původu, z nichž některé nahrazují starší germanismy (např. pluk/regiment, sleď/herink). Stejně tak jsou do české slovní zásoby zařazena slova původem z němčiny, polštiny a slovenštiny. Zachycena jsou zde i slova hovorová, nářeční a některá vlastní jména. Jungmann se nevyhýbal ani obrozeneckým nově vytvořeným slovům, která měla původ zejména v básnickém jazyce a v nově vznikající české odborné terminologii. Jungmannovým cílem však bylo, v souladu s teoretickými závěry Josefa Dobrovského, aby tyto výrazy odpovídaly pravidlům české slovotvorby.

## Vydání
- V období 1835[pozn. 4] až 1839 (v letech 1835, 1836, 1837, 1838 a 1839) vyšlo první vydání Jungmannova slovníku pod úplným názvem Slovník česko–německý Josefa Jungmanna, doktora filosofie, prefekta c. k. akademického gymnasium na Starém Městě pražském, údu Učené společnosti pražské a Sboru pro vědecké vzdělávání řeči české při Národním museum[pozn. 5]. Titulní strana uvádí rok vydání prvního dílu 1835 a Prahu jako místo vydání. Slovník byl vydán „V knížecí arcibiskupské knihtiskárně u vdovy Josefy Fetterlové,[pozn. 6] řízením Václava Špinky.[pozn. 7]“

- Akademia Praha vydala pětidílný reprint Slovníku v letech 1989–1990 s předmluvou Jana Petra.[11]

## Ocenění za Jungmannova života
Jungmann byl za tento slovník roku 1835 oceněn zlatou medailí od Petrohradské akademie věd za zásluhy pro slovanský jazyk a literaturu. Roku 1837 mu na znamení uznání císař Ferdinand I. Dobrotivý věnoval zlatý prsten se svým jménem vysázeným diamanty; koncem roku 1839 ho ocenil rytířským křížem rakouského císařského Leopoldova řádu spojeným s povýšením do dědičného rytířského stavu. Jungmann se tak stal prvním českým nositelem tohoto vyznamenání.

## Význam slovníku
| „                | Čech je ten, kdo česky mluví. | “ |
| — Josef Jungmann |                               |   |

Podle autorů pořadu Českého rozhlasu Toulky českou minulostí existovalo na počátku 19. století zhruba 1 000 vlastenců, kteří vytvářeli skupinky s odborným zájmem o český jazyk. Z těchto kruhů se zájem o sounáležitost s českým jazykovým prostředím šířil dále.
Jungmannův Slovník je jeden z největších lexikonů své doby, jenž měl velký podíl jak na jazykovém, tak i na literárním vývoji českého jazyka. Jeho vydáním vznikla základní česká jazyková pomůcka první poloviny 19. století, jejíž hodnota byla ověřena další praxí. České národní kultuře dal Jungmann základní jazykovou pomůcku.